# General Electric Passport
O General Electric Passport (anteriormente chamado de TechX) é um motor aeronáutico turbofan high-bypass sob desenvolvimento pela GE Aviation, em cooperação com a Safran. Este motor está sendo desenvolvido em paralelo com o maior CFM International LEAP-X, e utiliza muitas tecnologias similares, como o disco com pás (em inglês:  Blisk - short for bladed disk) e combustores com emissão reduzida de NOx (óxidos de nitrogênio, como o NO e o NO2).
O motor deve produzir de 10.000 a 20.000 lbf de empuxo para jatos executivos e regionais, substituindo o General Electric CF34, sendo já selecionado para motorizar o Bombardier Global 7000/8000.

## Desenvolvimento
Os testes dos núcleos do motor começaram em 2010, com um segundo conjunto de núcleos estando prontos em 2011. A GE está desenvolvendo o núcleo a partir da tecnologia "eCore" do motor LEAP-X, usando um blisk de metal com 52 in (132 cm), sendo esta a primeira aplicação de tal tecnologia em um motor deste tamanho. Além de eliminar a necessidade de balancear um sistema de cubo e pás, o blisk elimina vazamentos de ar ao redor das pás, melhorando assim sua eficiência aerodinâmica. Em 16 de Maio de 2011, o TechX foi renomeado para Passport.
No dia 30 de Dezembro de 2014, a GE montou o primeiro motor Passport com 16.500 lbf de empuxo em seu avião de testes, um Boeing 747-100. A GE também completou os testes de ingestão de pássaros e granizo no modelo. O Passport terá uma nacele de linhas finas com os reversos operando similarmente a uma concha, reduzindo o peso e o arrasto
A GE Aviation irá realizar a montagem final do motor Passport 20 em sua fábrica no Aeródromo Strother em Arkansas City. A certificação FAA do motor foi anunciada em 23 de Maio de 2016.
Até Maio de 2017, os motores completaram 3.100h em testes no solo e em voo,
e no dia 15 de Agosto de 2017, o segundo protótipo do Global 7000 sofreu um apagamento do motor (em inglês:  flameout) no motor direito a uma altitude de 41 000 ft (12 500 m), após “altas vibrações e temperaturas altas de turbina”; após o incidente, o avião retornou para o Aeroporto de Wichita (a 290 km de distância), efetuando um pouso monomotor.
Após investigação, verificou-se que uma peça do motor foi instalada incorretamente e uma inspeção em toda a frota revelou que foi um erro isolado.

## O projeto
O motor é um turbofan de alta razão de diluição (em inglês:  High-bypass) com dois eixos e fluxo axial, com uma razão de compressão geral de 45:1. O fan dianteiro é conectado ao compressor de baixa pressão de três estágios; o compressor de alta pressão com 10 estágios tem uma razão de pressão de 23:1 e inclui cinco estágios de blisk para redução de peso. O combustor de baixa emissão possui uma caixa com um difusor OGV (em inglês:  outlet guide vane) integrado para redução de peso. A turbina é composta de dois estágios de alta pressão e quatro estágios de baixa pressão. O motor seus acessórios extram energia do rotor de alta velocidade e alta pressão. É equipado com um sistema de controle de canal duplo "FADEC" (em inglês:  Full Authority Digital Engine Control), fornecendo um isolamento a prova de falhas com capacidade de prover diagnósticos de funcionalidade do motor.